# Geomori
Geomori (en grec antic γεωμόροι) era una de les classes socials en la que Teseu va dividir els habitants d'Àtica. Els membres d'aquesta classe, la segona, eren excloses dels grans oficis civils i sacerdotals, oficis que corresponien únicament als eupàtrides; per darrere tenia una tercera classe.
El nom era probablement aplicat com a petit terratinent o com a pagès lliure que cultivava les terres d'altres. Aquesta classe es va diluir i Dionís d'Halicarnàs ja només esmenta dues classes, els àtics (equivalents als patricis romans) i els plebeus.
A Samos el nom geomori es donava als oligarques i al partit oligàrquic. També a Siracusa el partit oligàrquic o aristocràtic era anomenat Geomori.